# Colli del Trasimeno rosso riserva
Il Colli del Trasimeno rosso riserva è un vino DOC la cui produzione è consentita nella provincia di Perugia.

## Caratteristiche organolettiche
- colore: rosso rubino intenso tendente al granato con l'invecchiamento
- odore: vinoso, intenso, persistente
- sapore: pieno, asciutto, vellutato

## Produzione
Provincia, stagione, volume in ettolitri
- nessun dato disponibile